# Kulturologie
Kulturologie (z latiny: colere, cultus = „pěstovat“ a z řečtiny: logos = „věda, nauka“) je výzkumná orientace, studijní obor a formující se holistická, komparativní a interdisciplinární věda o kultuře.

## Definice
Podle Kateřiny Podolákové je kulturologie mezioborová vědní disciplína syntetizující a integrující vědy o kultuře a společnosti (integrální přístup ke studiu kultury) přičemž kulturu chápe jako systém mimobiologických prostředků a mechanismů, pomocí kterých se člověk adaptuje na vnější prostředí. Respektuje kulturu v rovině univerzálního systému prostředků, které motivují, usměrňují, koordinují, realizují, zajišťují lidskou činnost na úrovni lidského druhu; v časoprostorové rovině konkrétních sociokulturních systémů, lokálních kultur, subkultur, resp. kontrakultur a v rovině individuálního osvojování si kultury člověka v procesu socializace a enkulturace, kde se kultura chápe jako výsledek tvůrčí činnosti člověka ale i jako determinanta lidského poznání.

## Historie

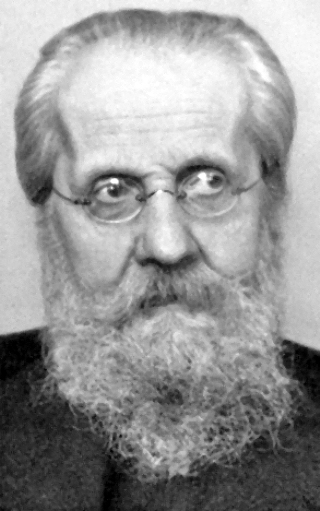
Heinrich Rickert

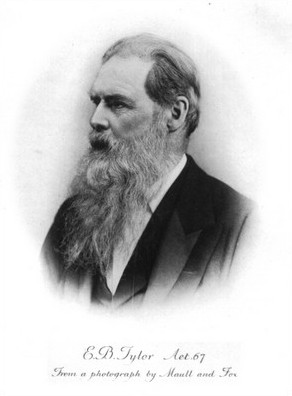
E. B. Tylor (1832–1917)

Kořeny kulturologie je možné vidět již v pracích kulturních historiků 18. a 19. století (Johann Christoph Adelung (1732–1806), Johann Gottfried Herder (1744–1803), Gustav Friedrich Klemm (1802–1867)), kteří usilovali o konstituování filozofie dějin kultury.
Kulturologický přístup ke studiu sociokulturní reality anticipovali v druhé polovině 19. století také němečtí filozofové novokantovské školy, kteří otevřeli prostor pro utváření filozofie kultury. Významnou roli sehrál z tohoto hlediska zejména Heinrich Rickert (1863-1936), který vymezil kulturu jako vše, co vytvořil člověk, a vymezil jako specifickou oblast společenskovědního poznání takzvané vědy o kultuře (německy: Kulturwissenschaft).
Paralelně se snahou filozofů a historiků kultury se v druhé polovině 19. století etablovala jako věda o kultuře také antropologie. Velkou zásluhu na tom má britský antropolog Edward Burnett Tylor (1832-1917), který v knize Primitive Culture: Researches into the Development of Mythology, Philosophy, Religion, Art, and Custom (Primitivní kultura: Výzkumy vývoje mytologie, filozofie, náboženství, umění a zvyků, 1871) předložil širokou antropologickou definici kultury, v níž vymezil základní předmět výzkumů moderní sociokulturní antropologie.
Na počátku 20. století se pokusil vytvořit komplexní vědu o kultuře také německý chemik a filozof Friedrich Wilhelm Ostwald (1853-1932). Ve své práci Energetische Grundlagen der Kulturwissenschaft (Energetické základy věd o kultuře, 1909) požadoval v souladu se svou filozofickou koncepcí energeticismu studium a interpretaci
kultury jako projevu transformace a kontroly energie.
Jeho klasifikace věd a pojetí kultury se však nesetkaly s všeobecným přijetím. Ve 20. století lze identifikovat linii kulturologického myšlení zejména v pokusech některých sociologů koncipovat sociologii jako vědu o sociokulturních jevech (Talcott Parsons (1902–1979), Pitirim Alexandrovič Sorokin (1889–1968) aj.) a v dílech sociálních a kulturních antropologů, kteří aspirovali na výzkum kultury jako relativně autonomní vrstvy reality – jevu sui generis (Ruth Fulton Benedictová (1887–1948), Franz Boas (1858–1942), Marvin Harris (1927–2001), Alfred Louis Kroeber (1876–1960), Leslie Alvin White (1900–1975) aj.).

## Leslie Alvin White  a konstituování oboru jako akademické disciplíny
Nejvlivnější koncepci kulturologie jako relativně samostatné vědní disciplíny v rámci americké kulturní antropologie vypracoval Leslie Alvin White. Díky němu pronikl pojem kulturologie (anglicky: culturology) do společenských věd a stal se součástí prestižních slovníků a encyklopedií, jako jsou Encyclopaedia Britannica, Webster’s International Dictionary, Encyclopedia of the Social Science aj. Whiteova snaha využít kulturologické perspektivy při studiu evoluce kulturních systémů výrazně ovlivnila kulturní antropologii a archeologii druhé poloviny 20. století. White také výrazně přispěl k rozpracování neoevolucionistické antropologie, která kulturu studuje jako nadbiologický systém prostředků a mechanismů, jehož prostřednictvím se příslušníci určité společnosti adaptují k vnějšímu prostředí. Toto vymezení kultury bylo uplatněno zejména v kulturní ekologii, kulturním materialismu, analytické archeologii a nové archeologii. Vliv Whiteovy kulturologie, která aspirovala na studium kultury jako třídy věcí a jevů závislých na lidské schopnosti symbolizace a posuzovaných v extrasomatickém kontextu, překročil rámec kulturní antropologie a v druhé polovině 20. století výrazně ovlivňoval i evropskou teorii kultury.

## Pražská kulturologická škola
Současná česká kulturologie nepředstavuje pouhé oživení teorie kultury Leslieho Whitea. Pražská kulturologická škola se zformovala na počátku 90. let 20. století na Katedře teorie kultury (kulturologie) Filozofické fakulty Univerzity Karlovy v Praze.
Na budování studijního oboru kulturologie se podíleli jak čeští reprezentanti věd o člověku, společnosti a kultuře, tak vědci, kteří působili na zahraničních univerzitách. Založení kulturologie reflektovalo jednak výraznou domácí potřebu studijního oboru, který by integroval poznatky věd zabývajících se studiem člověka, společnosti a kultury, jednak vývoj analogických věd v zahraničí. Tam je věda o kultuře nejčastěji zahrnována pod zastřešující obor antropologie nebo pěstována pod označením kulturní studie (anglicky: cultural studies).
Primárním cílem původní české koncepce kulturologie byla reakce na stále větší dezintegraci a diferenciaci vědeckého poznání, nezbytnost nastolení holistické perspektivy při studiu člověka v konkrétním kulturním kontextu a potřeba "nové syntézy" poznatků přírodních a společenských věd. Předmětem kulturologie je kultura, která je definována jako systém artefaktů, sociokulturních regulativů a kulturních idejí sdílených a předávaných členy určité společnosti.
Na rozdíl od jednotlivých společenských věd, které studují kulturu izolovaně a v různé rovině abstrakce, se kulturologie pokouší překonat úzkou specializaci a odhalit vnitřní vztahy, které mezi jednotlivými dimenzemi kultury reálně existují. Vychází přitom z předpokladu, že kulturu je možné zkoumat komplementárně na třech základních strukturálních úrovních, které by neměly být vzájemně zaměňovány. Model obecné a aplikované kulturologie představují jedno z možných alternativních řešení integrálního studia sociokulturních jevů. Tato původní česká koncepce odráží celosvětový trend ve vědách o člověku, společnosti a kultuře. Současně je ale nutné přiznat, že se jedná o nesmírně ambiciózní projekt, jehož plná realizace bude ještě vyžadovat rozsáhlou a dlouhodobou pedagogickou a vědecko-výzkumnou činnost.
Vedoucím katedry kulturologie na FF UK byl v letech 2011 - 2013 její spoluzakladatel, přední český antropolog, PhDr. Václav Soukup, CSc.
K lednu 2024 se Katedra teorie kultury (kulturologie) v seznamu kateder Filozofické fakulty Univerzity Karlovy již nenachází.

## Metodologie - tři roviny výzkumu kultury
První rovinu představuje výzkum kultury v atributivním smyslu, jako systému extrasomatických (superorganických, metabiologických, negenetických) prostředků a mechanismů, které motivují, koordinují a realizují lidskou činnost na úrovni lidského rodu.
Předmětem výzkumu je kultura lidstva jako rodový znak - generická kultura, na kterou je pohlíženo jako na nejvýznamnější atribut, jímž se rod Homo odlišuje od nonhumánních bytostí.
Specificky lidská, na genetické dědičnosti nezávislá schopnost transmise kulturních artefaktů, sociokulturních regulativů a ideových systémů zajišťuje kulturní kontinuitu. Generická kultura umožňuje nepřetržitou kumulaci lidského poznání, a funguje tak jako negenetická kolektivní paměť lidstva. Kultura jako autonomní superorganická sféra představuje specifický typ organizace a adaptace a podléhá jiným zákonům než svět anorganické a organické přírody.
Výzkum vedený z tohoto zorného úhlu usiluje objasnit specifičnost kultury jako univerzální technologie lidstva . Úkolem kulturologie z tohoto hlediska je stanovit hraniční čáru mezi kulturou a přírodou, zejména mezi specificky lidskou činností a protokulturou nonhumánních primátů. Zvláštní pozornost je věnována také analýze vzájemné podmíněnosti biologické a kulturní dimenze lidské činnosti.
Druhou rovinu výzkumu kulturních jevů představuje studium kultury v distributivním smyslu na úrovni konkrétních kultur, subkultur a kontrakultur. Předmětem výzkumu již tedy není kultura lidstva jako celek (generická kultura), ale konkrétní sociokulturní systémy, které je možné identifikovat v čase a prostoru.
Tento přístup vychází z faktu, že generická kultura se aktuálně manifestuje v nesmírné varietě dílčích lokálních kultur, tj. v odlišném způsobu života různých skupin lidí. Studium kultury na úrovni sociokulturních systémů akceptuje fakt kulturního pluralismu a metodologicky se opírá o koncepci kulturního relativismu. Kultury z tohoto hlediska představují jedinečné a unikátní konfigurace artefaktů, sociokulturních regulativů a idejí sdílených a předávaných členy určité společnosti. Jednotlivé kultury je přitom možné studovat jako relativně autonomní, vnitřně strukturované a integrované adaptivní systémy, které se transformují a dále vyvíjejí pod stimulujícím, limitujícím a determinujícím vlivem ekologických, technologických, ekonomických a demografických faktorů.
Třetí rovinu výzkumu kulturních jevů představuje studium kultury na úrovni jednotlivce. Předmětem takto koncipovaných výzkumů je studium mechanismů osvojování si kultury člověkem v procesu socializace a enkulturace a analýza kultury jako determinanty lidského chování a
prožívání. Zvláštní pozornost je věnována také otázkám individuální tvořivosti, zejména její kognitivní a motivační bázi a vztahu k sociokulturnímu systému. Výzkumný akcent je tedy přenesen z roviny atributivní a distributivní kultury do polohy jednotlivce, který je zkoumán jako tvůrce a produkt kultury.
Kulturologie samozřejmě nepopírá, že studium kultury na všech třech úrovních má dlouhou tradici. Paradoxem ovšem zůstává, že výzkumy kulturních jevů na úrovni lidského rodu, sociokulturních systémů a jednotlivce jsou často realizovány izolovaně, bez vzájemné souvislosti. Proto kulturologie usiluje o vybudování nosné teoretické báze, umožňující integraci poznatků, kterých bylo v různých vědách o kultuře dosaženo. Předmětem kulturologie se tak stalo integrální studium kultury na úrovni generické kultury, sociokulturních systémů a osobnostní kultury.
Za základní kulturologické disciplíny, které tvoří jádro obecné kulturologie, je možné označit biokulturologii a filozofii člověka a kultury (studium kultury v atributivním smyslu), sociokulturní antropologii, kulturální a etnické studie, kulturní ekologii, sociologii kultury a dějiny kultury (studium kultury v distributivním smyslu) a psychologii kultury (studium kultury jako determinanty lidské osobnosti).

## Aplikovaná kulturologie
Paralelně s budováním obecné kulturologie byly položeny také základy aplikované kulturologie, která programově využívá kulturologických poznatků v oblasti řízení sociokulturních procesů. V centru zájmu aplikované kulturologie stojí především problematika managementu kultury, animace volného času, tvorby, distribuce a prezentace kulturních hodnot, ochrany kulturního dědictví, fungování kulturních institucí, šíření kultury prostřednictvím masmédií atd. Aplikovaná kulturologie na jedné straně vystupuje jako řada speciálních tematických oblastí, využívající poznatků obecné kulturologie k praktickým účelům, jako je například řízení procesů kulturní změny, na straně druhé představuje badatelskou oblast, která stimuluje další
rozvoj teorie kultury, neboť umožňuje formulovat a prakticky testovat nové hypotézy, vytyčovat nové problémové okruhy a zdokonalovat metody a techniky kulturologických výzkumů. V průběhu minulého desetiletí byla gnozeologická síla obecné a aplikované kulturologie teoreticky i prakticky testována nejen prostřednictvím akademické výuky, ale i řady dlouhodobých empirických výzkumů lokálních městských kultur, které pražská Katedra teorie kultury (kulturologie) úspěšně realizovala. Metodika aplikované kulturologie byla využita i na výzkumech napříč světadíly, zatím poslední, na kterém se pražská katedra kulturologie přímo podílela, se uskutečnil v přímořském státě Papua Nová Guinea.

## Kulturologie vMatici slovenské

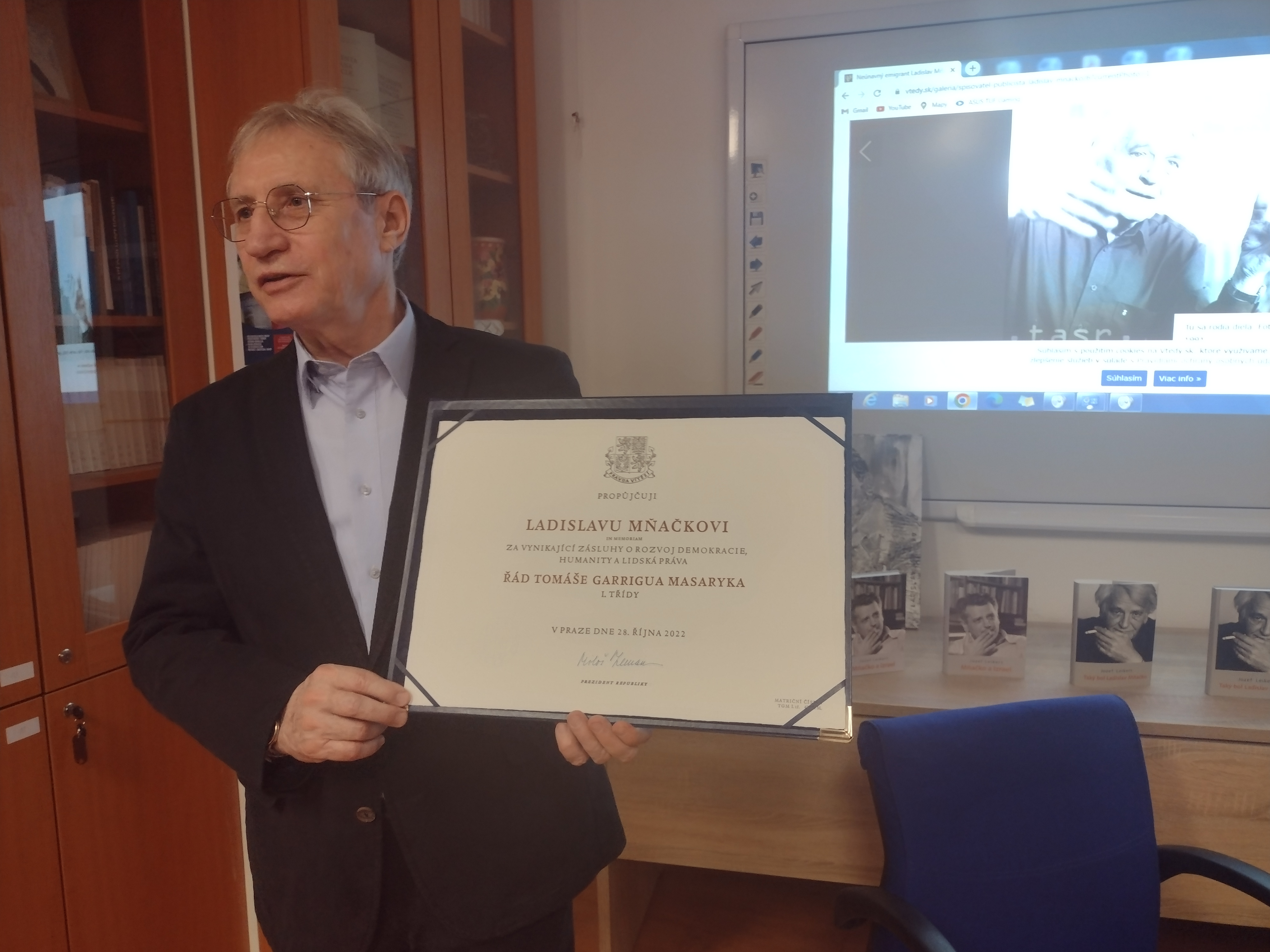
Spisovatel a kulturolog, čestný předseda Kulturologicko-filozofického oboru Matice Jozef Leikert na akci k výročí Ladislava Mňačka se státním vyznamenáním pro Mňačka od českého prezidenta Miloše Zemana

Od roku 2023 působí Kulturologicko-filosofický obor Matice slovenské, který založil a vede kulturolog a filozof Lukáš Perný. Za čestné předsedy byly zvoleny významné osobnosti slovenské kulturologie Dalimír Hajko, Jozef Liekert a Rudolf Dupkala. Obor si od svého vzniku připomněl a zhodnotil přínos několik zajímavých osobností na poli vědy, kultury a umění jako Josef Kroner, Ladislav Mňačko, Jozef Murgaš, Jan Amos Komenský či Ladislav Ballek. Odbor také inicioval oceňování a slavnostní akci za přínos pro slovenskou filmovou kulturu pro herce Štefana Kvietika, kterého se však pro zdravotní problémy nemohl zúčastnit. V roce 2024 inicioval elektronická vydání knih o osobnostech jako Juraj Holček a Štefan Závodník. Obor také spolupracuje s Výtvarným oborem Matice slovenské (Galerie Matice slovenské) na multižánrových akcích, z nichž nejvýznamnější byla prezentace slovenských výtvarníků ve Štrasburku a Bruselu.

## Témata, jimiž se kulturologie zabývá
- kultura jako adaptační systém
- kultura jako normativní, symbolický a kognitivní systém
- jazyk, myšlení a kultura
- osobnost, společnost a kultura
- kultura, kultury a subkultury
- kulturní identita, etnicita a multikulturalita
- média, komunikace a kultura
- politika, moc a kultura
- management kultury a animace kultury
- člověk a dějiny v kontextu kulturní změny
- biokulturologie

## Významní absolventi
- Jan D. Bláha
- Jan Borna
- Alexandr Guha[17]
- Tomáš Gavlas[18]
- Petra Hůlová
- Kamila Němečková[19]
- Michal Horáček
- Lukáš Jirsa
- Jan Lukavec
- Miroslav Pavel[20]
- Michal Prokop
- Barbora Půtová
- Martin Rychlík[21]
- Martin Soukup
- Václav Soukup
- Marek Šindelka
- Lucie Vondráčková
- Marcela Zoufalá